# 波士尼亞與赫塞哥維納代表院
波斯尼亚和黑塞哥维那代表院（波士尼亞語：Predstavnički Dom，克羅埃西亞語：Zastupnički Dom，塞爾維亞語：Представнички Дом），為波士尼亞與赫塞哥維納國家议会中的下議院，國家议会的上議院則為民族院。波斯尼亚和黑塞哥维那代表院共有42名議員，通過名單比例代表制選舉產生。其中28人來自波士尼亞與赫塞哥維納聯邦，14人來自塞族共和國。

## 参見
- 波士尼亞與赫塞哥維納政治
- 波斯尼亚和黑塞哥维那议会
- 波士尼亞與赫塞哥維納民族院
- 各國立法機構列表